# Бресаноне
Бресано̀не (на италиански: Bressanone; на немски: Brixen, Бриксен, на ладински Persenon, Пърсънон) е град и община в северна Италия, провинция Южен Тирол, регион Трентино-Южен Тирол. Разположен е на 559 m надморска височина. Населението на града е 20 528 души (към 28 февруари 2010).

## Език
Официални общински езици са и италианският и немският. Най-голямата част от населението говори на немски. В общината се говори и ладинският език.
| %     | Роден език      |
| 25,65 | Италиански език |
| 73,13 | Немски език     |
| 1,23  | Ладински език   |